# Asociația Club Fotbal Gloria 1922 Bistrița 2012-2013
Questa voce raccoglie le informazioni riguardanti l'Asociația Club Fotbal Gloria 1922 Bistrița nelle competizioni ufficiali della stagione 2012-2013. 

## Rosa
Aggiornata al 1º aprile 2012
| N. |                           | Ruolo | Calciatore          |
| -- | ------------------------- | ----- | ------------------- |
| 1  | Romania (bandiera)        | P     | Costin Oghinciuc    |
| 2  | Romania (bandiera)        | C     | Valentin Trestenicu |
| 3  | Costa d'Avorio (bandiera) | D     | Wilfried Kanon      |
| 4  | Romania (bandiera)        | D     | Valentin Năstase    |
| 5  | Romania (bandiera)        | D     | Florin Țârcǎ        |
| 7  | Brasile (bandiera)        | A     | Laio                |
| 8  | Brasile (bandiera)        | C     | Romário Pires       |
| 9  | Romania (bandiera)        | A     | Florin Bratu        |
| 10 | Romania (bandiera)        | C     | Cornel Predescu     |
| 11 | Romania (bandiera)        | C     | Marius Feher        |
| 12 | Romania (bandiera)        | P     | Alin Bota           |
| 15 | Argentina (bandiera)      | C     | Fernando Cafasso    |
| 16 | Costa d'Avorio (bandiera) | C     | Yedi Zahiri         |
| 17 | Romania (bandiera)        | A     | Daniel Stan         |

| N. |                           | Ruolo | Calciatore         |
| -- | ------------------------- | ----- | ------------------ |
| 18 | Brasile (bandiera)        | A     | Roberto Ayza       |
| 19 | Romania (bandiera)        | A     | Marius Curtuiuș    |
| 20 | Romania (bandiera)        | D     | Alexandru Tudose   |
| 21 | Argentina (bandiera)      | D     | David Reano        |
| 22 | Romania (bandiera)        | P     | Emilian Dolha      |
| 23 | Romania (bandiera)        | D     | Andrei Peteleu     |
| 24 | Romania (bandiera)        | D     | Octavian Ionescu   |
| 25 | Brasile (bandiera)        | C     | Markisio Moraes    |
| 26 | Costa d'Avorio (bandiera) | D     | Fousseni Bamba     |
| 27 | Romania (bandiera)        | D     | Claudiu Trașcǎ     |
| 28 | Romania (bandiera)        | C     | Andrei Enescu      |
| 29 | Romania (bandiera)        | C     | Paul Anton         |
| 30 | Romania (bandiera)        | A     | Cristian Silvasan  |
| 33 | Italia (bandiera)         | P     | Alessandro Caparco |